# Gabriele Kröcher-Tiedemann
Gabriele Kröcher-Tiedemann, född 18 maj 1951 i Ziegendorf i Mecklenburg i dåvarande Östtyskland, död 7 oktober 1995, var en västtysk terrorist, aktiv i 2 juni-rörelsen och den så kallade andra generationen av Röda armé-fraktionen, RAF (också känd som Baader-Meinhof-rörelsen). Hon var under perioden 1972 till 1976 gift med Norbert Kröcher som utvisades från Sverige efter misstankar om att han planerade att kidnappa förra arbetsmarknadsministern Anna-Greta Leijon.

## Biografi
Kröcher-Tiedemann dömdes 1973 till åtta års fängelse för mordförsök för att ha skjutit en polisman i den tyska staden Bochum. I mars 1975 fritogs hon tillsammans med fyra andra fängslade terrorister och flögs till Jemen, efter att borgmästarkandidaten i Berlin, Peter Lorenz, kidnappats.
I december 1975 deltog hon i kidnappningen av 70 personer, varav elva oljeministrar, vid de oljeproduceraande ländernas organisation Opec i Wien. Där uppges hon ha dödat två personer, en österrikisk polisman och en irakisk säkerhetsvakt. Operationen leddes av den kände terroristen Ilich Ramirez Sánchez, också kallad Carlos eller Schakalen. Kidnapparna och gisslan flögs till Algeriet, där gisslan frigavs och kidnapparna gavs politisk asyl.
I november 1977 deltog hon i kidnappningen av en österrikisk affärsman som frigavs efter att en lösen på två miljoner dollar utbetalats. Två månader senare greps hon i Schweiz efter att ha skjutit två polismän som försökte gripa henne. Hon avtjänade tio års fängelse i Schweiz, varefter hon utvisades till Tyskland. Ett försök där att fälla henne för delaktighet vid Opec-kidnappningen misslyckades och hon frigavs 1991. 
Hon avled i cancer 1995 i en ålder av 44 år.